# Mongolische Eiche
Die Mongolische Eiche (Quercus mongolica) ist eine Pflanzenart aus der Gattung der Eichen  (Quercus) innerhalb der Familie der Buchengewächse (Fagaceae). Sie ist im östlichsten Russland, Nordchina, Korea und im nördlichen Japan verbreitet.

## Beschreibung

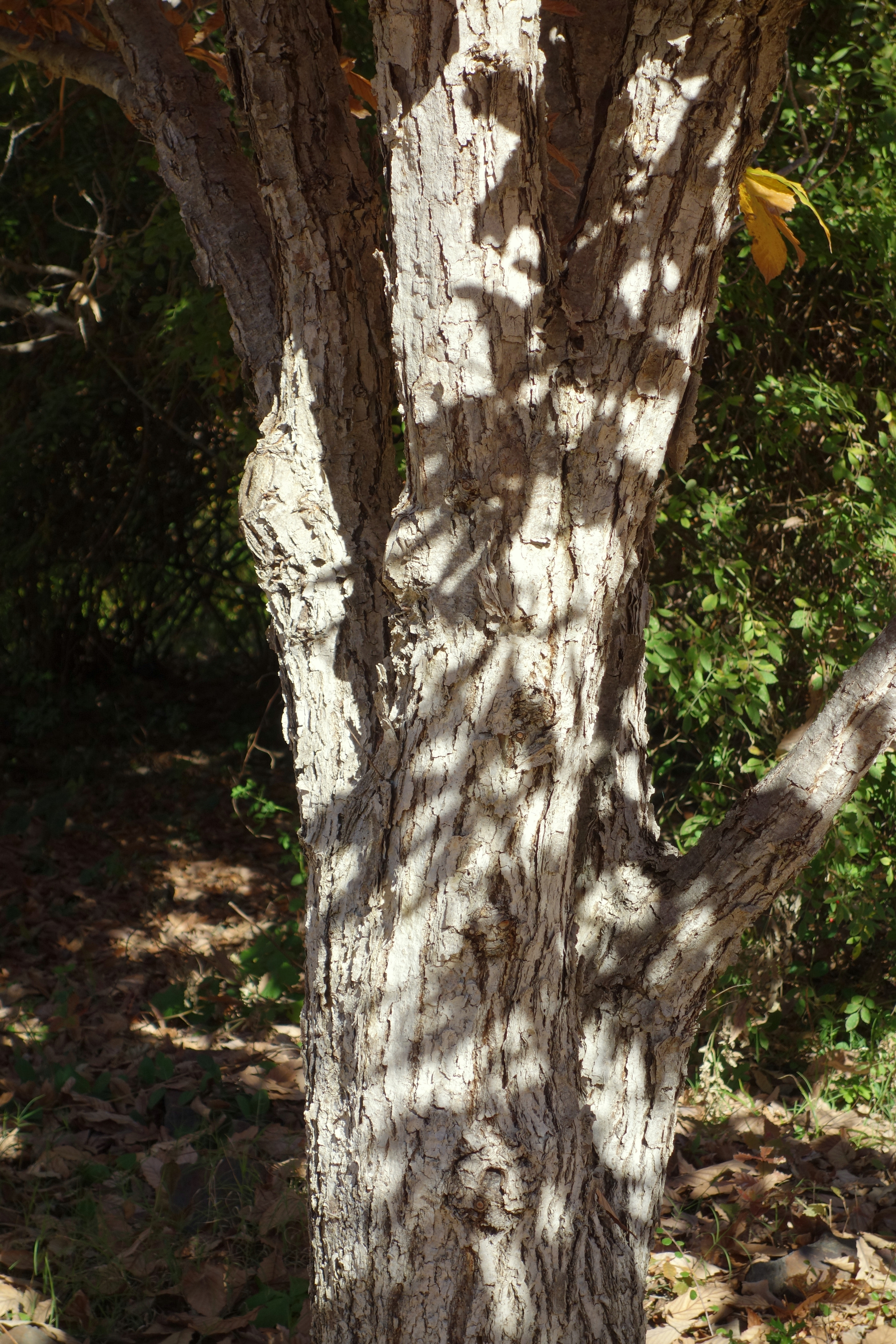
Stamm und Borke

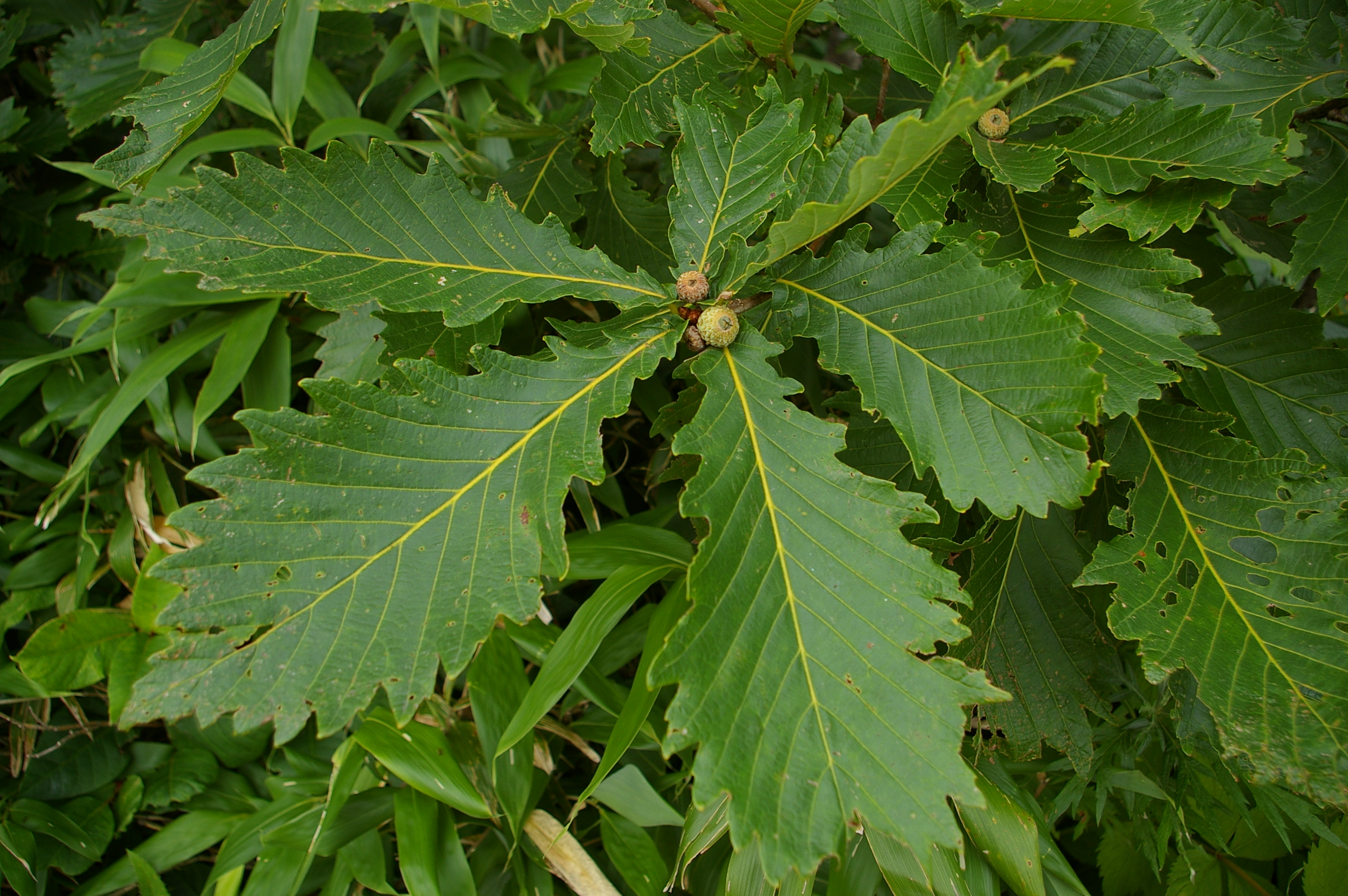
Zweig mit Laubblättern und jungen Cupula, die die jungen Eicheln umhüllen

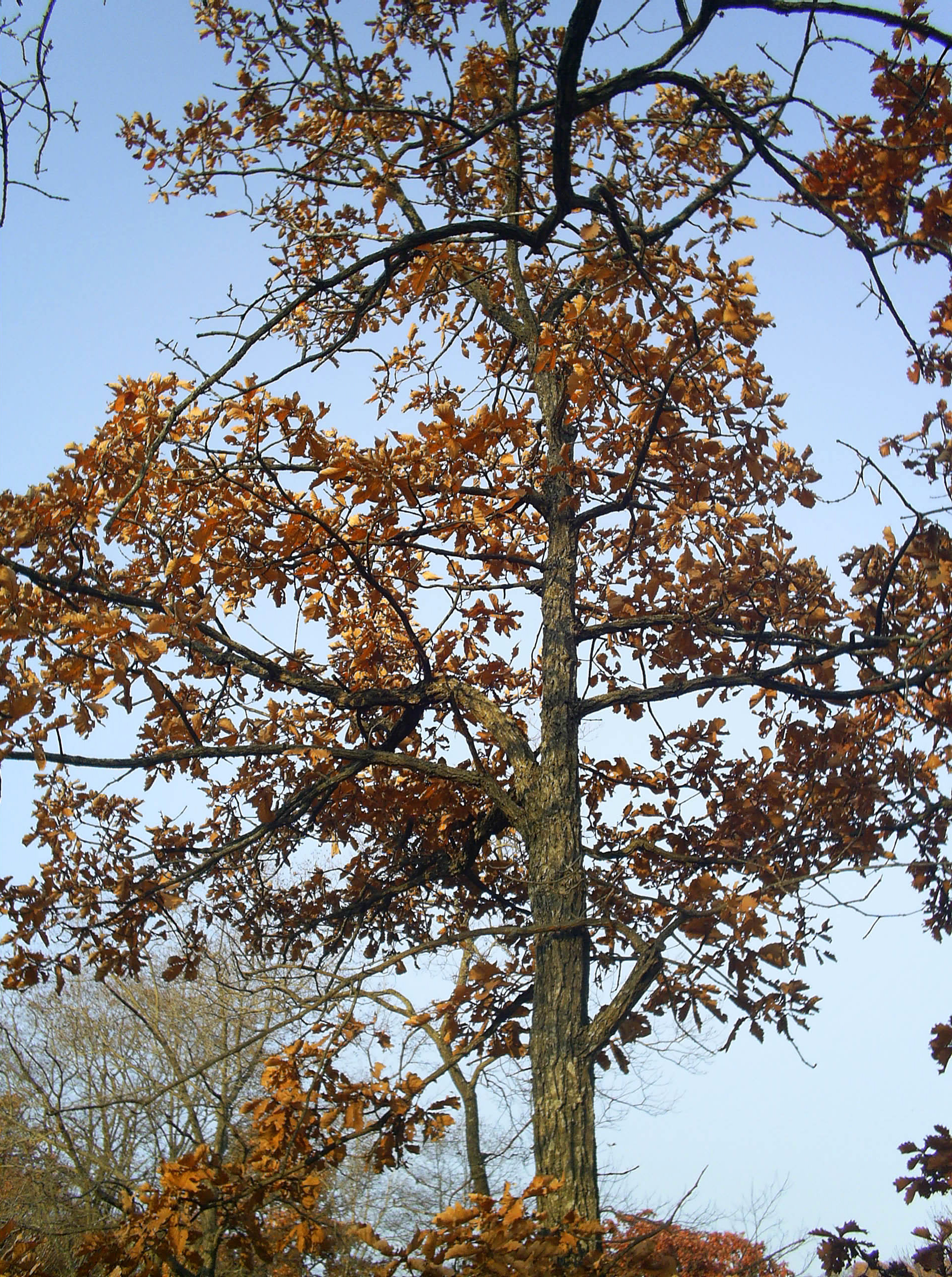
Baumkrone im Oktober

### Erscheinungsbild, Rinde, Knospe und Blatt
Quercus mongolica wächst als sommergrüner Baum der Wuchshöhen von bis zu 30 Metern und Stammdurchmesser (BHD) bis über 150 Zentimetern erreicht. Manchmal wächt sie auch nur als Strauch. Im Freistand erwachsene Exemplare sind besonders astig, manchmal krummschaftig und besitzen eine fast runde Baumkrone. Im geschlossenen Bestand entwickelt sie einen geraden Stamm und eine ovale Baumkrone. Die Borke ist gräulich bis braun-gau und rissig bis furchig.
Die etwas kantigen jungen Zweige besitzen eine purpur-braune, kahle Rinde mit Lentizellen. An den Enden der Zweige stehen mehrere rotbraune, spärlich behaarte Terminalknospe, die bei einer Länge von 6 bis 7 Millimetern sowie einer Breite von 2,5 bis 3 Millimetern länglich eiförmig sind, zusammen. Die kastanienbraunen und bewimperten Seitenknospen sind bei einer Länge von nur 4 bis 5 Millimetern eher eiförmig bis konisch.
Die wechselständig an den Zweigen angeordneten, leicht ledrigen Laubblätter sind in Blattstiel und -spreite gegliedert. Der kahle Blattstiel ist 2 bis 8 Millimeter lang. Die einfache Blattspreite ist bei einer Länge von selten 5 bis, 7 bis 19, selten bis zu 23 Zentimetern sowie einer Breite von selten 2 bis, 3 bis 11 Zentimetern verkehrt-ei- bis spatelförmig mit, teils bespitztem, rundspitzigem bis spitzem oberen Ende. Der Spreitengrund ist gerundet oder leicht herzförmig bzw. geöhrt. Der Blattrand ist mit selten fünf bis, sieben bis zehn spitzen bis stumpfen, teils feinstachelspitzigen Zähnen auf jeder Seite gelappt bis grob gesägt. Es liegt Fiedernervatur mit selten 5 bis, 10 bis 18 Seitenadern auf jeder Seite des Mittelnerves, auf der Blattunterseite sind Blattadern dritter Ordnung deutlich erkennbar. Die Blattoberseite ist dunkelgrün und kahl. Die Blattunterseite verkahlt und ist blassgrün sowie allenfalls entlang der Blattadern spärlich mit Sternhaaren (Trichome) besetzt. Die Herbstfärbung des Laubes ist rot bis dunkelrot.

### Blüte und Frucht
Die Blütezeit liegt in China im Mai bis Juni. Quercus mongolica ist einhäusig getrenntgeschlechtig (Monözie|monözisch).
Die männlichen Blüten sind in hängenden, kätzchenförmigen Blütenständen, die oberhalb der Blattnarben den vorjährigen Zweigen entspringen und 6 bis 8 Zentimeter lang sind, zusammengefasst. Die männlichen Blüten haben ein sechs- bis siebenzähliges Perianth und zumindest acht Staubblätter.
Die 0,5 bis 2 Zentimeter langen weiblichen Blütenstände sitzen seitenständig am oberen Bereich junger Zweige und enthalten  vier oder fünf, aber meist nur ein oder zwei fertile Cupula. Jede Cupula enthält nur eine weibliche Blüte. Die weiblichen Blüten besitzen eine sechszählig Blütenkrone und einen dreifächerigen Fruchtknoten, der in jedem Fruchtknotenfach zwei Samenanlagen enthält.
Jede Nussfrucht, Eichel genannt, ist von einem Fruchtbecher, der Cupula genannt wird, zu einem Drittel bis der Hälfte eingeschlossen. Die Cupula weist eine Höhe von 0,8 bis 1,5 Zentimetern und einen Durchmesser von 1,2 bis 1,8, selten bis zu 28 Zentimetern auf. Die Cupula besitzt dachziegelartig angeordnete Schuppenblätter, von denen die unteren dreieckig-eiförmig, außen warzig sowie spärlich bis dicht gräulich flaumig behaart sind und die obersten, am Rand der Cupula, ausgefranst sind. Die Eichel ist bei einer Länge von selten 1,5 bis, 2 bis 2,4 Zentimetern und einem Durchmesser von meist 1,3 bis 1,8 (1 bis 2,3) Zentimetern mehr oder weniger schmal eiförmig bis eiförmig-ellipsoid und bis auf das obere Ende kahl. Die Früchte reifen in China zwischen September und Oktober.

### Chromosomensatz
Die Chromosomengrundzahl bei Quercus beträgt x = 12. Bei Quercus mongolica liegt Diploidie vor, also eine Chromosomenzahl von 2n = 24.

## Verbreitung
Bis 2010 gab man für Quercus mongolica s. l. ein sehr weites Verbreitungsgebiet in Korea, in Sibirien nur in der Region Transbaikalien, in Russlands Fernen Osten in der Oblast Amur, in den Regionen Chabarowsk, Primorje, auf der Insel Sachalin sowie auf den Kurilen, in der östlichen Mongolei, in den chinesischen Provinzen Gansu, Hebei, Heilongjiang, Henan, Jilin, Liaoning, Nei Monggol, Ningxia, Qinghai, Shaanxi, Shandong, Shanxi sowie Sichuan und auf den japanischen Inseln Hokkaidō sowie Honshu an. In China gedeiht sie in mesophytischen Mischwäldern in Höhenlagen von 200 bis 2500 Metern.
Zeng et al. 2010 zeigten, dass die östlichsten Fundorte in China zur Art Quercus liaotungensis gehören.

## Systematik
Die Quercus mongolica wird in den Werken des deutsch-russischen Botanikers Ernst Ludwig von Fischer 1838 aufgeführt und beschrieben. Doch die gültige Erstveröffentlichung von Quercus mongolica erfolgte erst 1850 in Flora Rossica, 3, 2, S. 589 durch Karl Friedrich von Ledebour. Synonyme für Quercus mongolica Fisch. ex Ledeb. sind: Quercus sessiliflora var. mongolica (Fisch. ex Ledeb.) Franch., Quercus mongolica var. typica Nakai nom. inval., Quercus crispula Blume, Quercus grosseserrata Blume, Quercus mongolica subsp. crispula (Blume) Menitsky, Quercus mongolica var. grosseserrata (Blume) Rehder & E.H.Wilson.
Bei manchen Autoren werden Varietäten unterschieden, doch sind die morphologischen Unterschiede zu gering und konnten molekulargenetisch nicht bestätigt werden. Die bei manchen Autoren hier eingeordnete Varietät Quercus mongolica var. liaotungensis (Koidz.) Nakai besitzt den Rang einer eigenen Art Quercus liaotungensis Koidz. (Syn.: Quercus wutaishanica Mayr)
Quercus mongolica gehört zur Sektion Quercus in der Gattung Quercus.

## Verwendung
Das Holz wird für Baukonstruktionen eingesetzt oder zu Holzkohle verarbeitet, es hat jedoch keine große wirtschaftliche Bedeutung. Aus Mongolischer Eiche werden ebenso Fässer gefertigt, in denen Japanischer Whisky reift.
Die Samen = Eicheln werden gegart gegessen. Die Eicheln können getrocknet und zu Mehl gemahlen werden. Dieses Mehl wird beispielsweise zum Eindicken von Soßen oder mit anderen Mehlsorten beim Brotbacken verwendet werden. Die Eicheln enthalten bittere Tannine, die unter fließenden Wasser ausgewaschen werden, dabei gehen aber auch viele Mineralstoffe verloren. Die Eicheln können zu Kaffeeersatz geröstet werden.
Die Medizinischen Wirkungen wurden untersucht. Gallen, die an Quercus mongolica manchmal in großer Zahl gebildet werden, wirken als starkes Adstringens.
Altes Laub (nie frisches, da es durch die Tannine das Pflanzenwachstum behindert) wird als Mulch verwendet.